# Hermann Fegelein
Hermann Otto Fegelein (celým jménem Hans Georg Otto Hermann Fegelein; 30. října 1906 Ansbach – 29. dubna 1945 Berlín) byl velitel Waffen-SS (SS-Gruppenführer) v nacistickém Německu, člen doprovodu Adolfa Hitlera, švagr jeho ženy Evy Braunové (manžel její sestry Gretl).

## Raná kariéra
Narodil se v Ansbachu v Bavorsku do rodiny penzionovaného katolického poručíka Hanse Fegeleina. Jako malý chlapec pracoval v otcově jezdecké škole v Mnichově. Když byla kvůli celosvětové ekonomické krizi v roce 1920 zavřena, pracoval ve stájích u Christiana Webera, prvotního člena nacistické strany. V roce 1925, po studiu dvou semestrů na mnichovské univerzitě, se připojil k jízdnímu regimentu a 27. dubna 1927 k bavorské státní policii v Mnichově jako důstojnický nováček (kadet). V Mnichově brzy přišel do kontaktu s národním socialismem, stal se členem strany (členské číslo 1.200.158) a členem SA v roce 1930. V roce 1931 přestoupil do Schutzstaffel. Jeho hodnost Obergruppenführera u zbraní SS byla vyšší než obecná SS hodnost Gruppenführera a Generalleutnant zbraní SS.

## Členství v SS
25. července 1937 říšský vůdce SS Heinrich Himmler vytvořil speciálním nařízením Oberabschnitt (SUD), hlavní jezdeckou školu v Mnichově a ustanovil Fegeleina jejím ředitelem, poté požádal pro svého přítele, kapitána Martena von Barnekowa, povolení vstoupit do jezdecké školy a Heinrich Himmler jeho žádosti vyhověl. Dále postupoval v hodnostech až k hodnosti SS Gruppenführera. Byl prominentním členem jezdecké školy. Také sloužil u Reinharda Heydricha, velitele Sicherheitsdienst.

## Vztahy s Himmlerem
Hermann Fegelein byl nazýván „zlatým hochem Heinricha Himmlera“. Jeho chlapecká tvář a podlézavé chování mu získalo jeho značnou přízeň. Himmler s ním jednal jako se synem. Uděloval mu i speciální úkoly (nejčastěji související s jezdectvem), nejlepší zaměstnance a velkorysé dotace. Například v létě 1941 pověřil Fegeleina „vyčištěním“ pripjaťské oblasti od Židů, Poláků, Rusů a dalších rasově nežádoucích etnik. Himmler ho přivedl domů, poté co byl raněný na ruské frontě v říjnu 1943, a dosadil ho jako svého adjutanta a představitele SS.

## Svatba
Jeho politicky dohodnutá svatba se konala 3. června 1944 na zámku Mirabell v Salcburku. Svatební povolení získal v místní městské úřadovně a svědkem byl Heinrich Himmler. Dvoudenní oslava poté proběhla v Hitlerově Orlím hnízdě. Fotografie ze svatební večeře se objevily rok po konci války v britském týdeníku Picture Post Magazine a ukazovaly Hitlera na večírku. Byl znám také jako svůdník a po svatbě s Gretl Braunovou měl mnoho mimomanželských afér. Hitler si byl zřejmě vědom jeho mimomanželských aktivit, a ačkoliv s nimi nesouhlasil, nebral je na vědomí.

## Smrt
Od ledna do dubna 1945 kontroloval Martin Bormann příchody do Hitlerovy kanceláře, s nímž byl také v úzkém vztahu. Jeho šéf Heinrich Himmler zkoušel vyjednávat v dubnu 1945 se spojenci prostřednictvím hraběte Folke Bernadotta (švédský diplomat) kapitulaci. Poté, co Hitler vyloučil Himmlera ze strany a nařídil jeho zatčení, došlo i na Himmlerovy oblíbence. V té době Fegelein opustil bunkr říšského kancléřství a byl dopaden SS – Obersturmbannführerem Peterem Höglem ve svém berlínském apartmánu – byl oblečen v civilním oděvu a zřejmě připravoval útěk do Švédska nebo Švýcarska se svou maďarskou milenkou. Nesl peníze, jak německé, tak i zahraniční, dále šperky, některé z nich patřily Evě Braunové. Podle zpráv byl pod vlivem alkoholu,[zdroj⁠?!] když byl zatčen a odveden zpět do bunkru. V tomto bodě se historické zprávy velmi liší. Novinář James P. O’Donnell objevil v jeho korespondenci množství tvrzení a teorií stran dalších událostí kolem Fegeleina. Některé teorie se navzájem vyvracejí a další vypadají nesmyslně (např. tvrzení, že Fegeleina zastřelil Hitler). Mnoho z nich říká, že byl odsouzen válečným soudem a zastřelen a tato teorie převládala po mnoho let.[zdroj⁠?!] Jeho poslední známá akce bylo vystoupení ve filmovém týdeníku 20. dubna 1945 (narozeniny Adolfa Hitlera).

## Vyznamenání
- Rytířský kříž Železného kříže (02.03.1942)
- Rytířský kříž Železného kříže, s dubovou ratolestí, 157. držitel (22.12.1942)
- Německý kříž , ve zlatě (01.11.1943)
- Rytířský kříž Železného kříže, s dubovou ratolesti a meči, 83. držitel (30.07.1944)
- Odznak za zranění 1939, stříbrný
- Odznak za zranění 1939, černý
- Odznak za zranění 1944, stříbrný
- Železný kříž, I. třída
- Železný kříž, II. třída
- Útočný odznak pěchoty, stříbrný
- Medaile za východní frontu
- Sudetská pamětní medaile, se sponou s motivem Pražského hradu
- Medaile za Anschluss
- Všeobecný útočný odznak
- Spona za boj zblízka, ve stříbře
- Meč cti Reichsführera SS
- SS-Ehrenring
- Německé olympijské vyznamenání, I. třída
- Německý jezdecký odznak, zlatý
- Německý sportovní odznak, bronzový
- Sportovní odznak SA, bronzový
- Služební vyznamenání NSDAP, bronzové

údaje použity z: anglická Wikipedie-Hermann Fegelein/Awards and decorations a německá Wikipedie-Hermann Fegelein/ Auszeichnungen